# Moho
Moho és un dels dos gèneres extints d'ocells passeriformes de la família dels Mohoids (Mohoidae). Inclou quatre espècies d'ocells avui extints que van poblar les illes Hawaii. Els membres del gènere són coneguts com a «‘ō’ōs» en la llengua hawaiana.
El plomatge cridaner era generalment de color negre brillant, algunes espècies tenien flocs grocs axil·lars i altres plomes exteriors de color negre. La majoria d'aquestes espècies es van extingir per la pèrdua d'hàbitat i la caça extensiva, ja que el seu plomatge s'utilitzava per a la creació de les precioses ʻaʻahu aliʻi (túniques) i ʻahu ʻula (capes) per als aliʻi (la noblesa hawaiana). El Moho braccatus va ser la darrera espècie d'aquest gènere en extingir-se, probablement víctima de la malaria aviar.
Fins fa poc aquest gènere s'incloïa en la família Meliphagidae perquè les seves espècies s'assemblaven i actuaven de manera similar als membres d'aquesta família, incloent-hi molts detalls morfològics. Un estudi del 2008 va argumentar, sobre la base d'una anàlisi filogenètica d'ADN d'espècimens de museu, que els gèneres Moho i Chaetoptila no pertanyen a la família Meliphagidae sinó que pertanyen a un grup que inclou els bombicíl·lids i la cigua de les palmeres, i estan sobretot relacionats amb els ptiliogonàtids (Ptilogonatidae). Els autors van proposar una família, Mohoidae, per aquests dos gèneres extints.

## Taxonomia
Segons la Classificació del Congrés Ornitològic Internacional (versió 15.1, 2025) aquest gènere està format per quatre espècies:
- Moho braccatus - moho de Kauai.
- Moho apicalis - moho d'Oahu.
- Moho bishopi - moho de Bishop.
- Moho nobilis - moho de Hawaii.